# 1.26 (скульптура)
«1.26» — скульптура, выполненная художницей Джанет Эчельман из высокопрочных сетей в жанре паблик-арта для первого американского биеннале, проходившего в Денвере в июле 2010 года. Скульптура копирует трёхмерную модель цунами в Тихом океане, созданную НУОАИ после мощного землетрясения в Чили, результатом которого стало увеличение скорости вращения планеты, повлёкшее в свою очередь уменьшение продолжительности дня на 1,26 миллисекунды.

## История создания
Художественное объединение Денвера отправило просьбу о создании монумента для освещения взаимосвязей между 35 странами западного полушария. Вдохновение пришло Джанет Эчельман после прочтения объявления Лаборатории реактивного движения НАСА о том, что в феврале 2010 года произошло мощное землетрясении в Чили, результатом которого стало увеличение скорости вращения планеты на 1,26 миллисекунды. При более глубоком изучении, Эчельман обратила внимание на модель цунами, созданную Национальным управлением океанических и атмосферных исследований. Трёхмерная модель серии длинных волн в Тихом океане стала основой её скульптурной формы.

## Материал и размер
Временный характер биеннале и его ускоренные сроки исключали использование стальной арматуры, без которой до этого работы художницы не обходились. Вместо этого в «1.26» использована матрица растяжения сетей, поддерживаемая Spectra-волокнами, в сравнении по весу, материал в 15 раз прочнее стали. Такая лёгкая конструкция позволила прикрепить скульптуру на фасаде Художественного музея Денвера. По мнению самой художницы, эта структурная система открывает новый рубеж для творчества в городском воздушном пространстве.
Монументальные формы из мягких материалов контрастируют с жесткими очертаниями городской архитектуры. Ночью, благодаря цветному освещению и специальной световой форме, скрываются полиэфирные волокна, поддерживающие конструкцию.
Размеры объекта нетто: 70,1 метра (высота) х 19,2 метра (ширина) х 9,1 метра (глубина), а также около 28,3 метра — удерживающие конструкции.

### Комментарии
1. ↑  В источнике габариты указаны в футах. Выполнен перевод с округлением до десятых долей метра.